# Alosa de Barlow
L'alosa de Barlow (Calendulauda barlowi) és una espècie d'ocell de la família dels alàudids (Alaudidae).

## Hàbitat i distribució
Habita zones desèrtiques sorrenques del sud-oest de Namíbia i nord-oest de Sud-àfrica.

## Taxonomia
Considerada sovint una subespècie de l'alosa de les dunes (Calendulauda erythrochlamys), modernament han estat separades en dues espècies diferents.